# Italia Valley
Das Italia Valley (italienisch Conca Italia ‚Italienmulde‘) ist ein kleines Tal im Süden von King George Island im Archipel der Südlichen Shetlandinseln. Es liegt ostnordöstlich der Hervé Cove, einer Nebenbucht des Ezcurra-Fjords.
Eine von 1975 bis 1976 durchgeführte italienische Antarktisexpedition unter der Leitung des italienischen Unternehmers Renato Cepparo (1916–2007) benannte es. Das UK Antarctic Place-Names Committee übertrug die italienische Benennung im Jahr 1984 ins Englische.